# Giovani Neri
Giovani Neri (Guadalajara, Jalisco, 4 de enero de 1993), conocido simplemente como Gio, es un futbolista mexicano. Juega de mediocampista ofensivo y su equipo actual es el Correcaminos de la UAT de la Liga de Expansión MX.

## Trayectoria

### Club Deportivo Guadalajara
Debutó con el Club Deportivo Guadalajara en un partido
Toluca vs. Guadalajara, el domingo 22 de julio de 2012.

#### Dorados de Sinaloa
Al fnalizar el Torneo Clausura 2015, el técnico José Manuel de la Torre ya no requirió de los servicios del jugador y pasa a Dorados como 2nd refuerzo de cara al Apertura 2015.

#### Club Deportivo Guadalajara (retorno)
Tras finalizar el Apertura 2015, y sin tener casi minutos de Juego en Dorados de Sinaloa, se oficializó su regreso a Chivas, convirtiéndose en el tercer refuerzo de cara al Clausura 2016, bajo las órdenes de Matías Almeyda.

#### Deportivo Coras de Nayarit
Tras solo tener actividad en la Copa MX, y sin minutos en la Liga, Matías Almeyda, no requirió más de sus servicios y pasó a Deportivo Coras de Nayarit, con el fin de retomar su nivel, y ascender al equipo a Primera División.

#### Tiburones Rojos de Veracruz
En el Draft Apertura 2017, por petición del técnico Juan Antonio Luna, se anunció su fichaje a los Tiburones Rojos de Veracruz en calidad de préstamo por 6 meses, con opción a compra.

#### Club Atlético Zacatepec
Al finalizar el Apertura 2017, el Veracruz no ejerció la opción, fue anunciado como refuerzo del Club Atlético Zacatepec en calidad de préstamo, convirtiéndose en el tercer refuerzo para el Clausura 2018.

#### Tampico Madero Futbol Club
Fue anunciado como refuerzo para el torneo Guard1anes 2021 de la Liga de Expansión de México

## Estadísticas
Actualizado al último partido jugado el 21 de septiembre de 2024.
| C. D. Guadalajara · México          |               |               |     |    |    |   |   |    |     |    |
| 1ª                                  | 2012-13       | 13            | 0   | -  | -  | - | - | 13 | 0   |    |
| 1ª                                  | 2013-14       | 22            | 2   | 8  | 2  | - | - | 30 | 4   |    |
| 1ª                                  | 2014-15       | 27            | 2   | 10 | 3  | - | - | 37 | 5   |    |
| Total club                          | Total club    | 62            | 4   | 18 | 5  | 0 | 0 | 86 | 9   |    |
| Dorados de Sinaloa · México         |               |               |     |    |    |   |   |    |     |    |
| 1ª                                  | 2015          | 10            | 0   | 5  | 0  | - | - | 15 | 0   |    |
| Total club                          | Total club    | 10            | 0   | 5  | 0  | 0 | 0 | 15 | 0   |    |
| C. D. Guadalajara · México          |               |               |     |    |    |   |   |    |     |    |
| 1ª                                  |               |               |     |    |    |   |   |    |     |    |
| 2016                                | 0             | 0             | 6   | 0  | -  | - | 6 | 0  |     |    |
| Total club                          | Total club    | 0             | 0   | 6  | 0  | 0 | 0 | 6  | 0   |    |
| C. D. Nayarit · México              |               |               |     |    |    |   |   |    |     |    |
| 2ª                                  | 2016-17       | 26            | 7   | 3  | 0  | - | - | 29 | 7   |    |
| Total club                          | Total club    | 26            | 7   | 3  | 0  | 0 | 0 | 29 | 7   |    |
| C. D. Veracruz · México             |               |               |     |    |    |   |   |    |     |    |
| 1ª                                  | 2017          | 1             | 0   | 1  | 0  | - | - | 2  | 0   |    |
| Total club                          | Total club    | 1             | 0   | 1  | 0  | 0 | 0 | 2  | 0   |    |
| C. A. Zacatepec · México            |               |               |     |    |    |   |   |    |     |    |
| 2ª                                  | 2018          | 17            | 3   | 5  | 2  | - | - | 22 | 5   |    |
| Total club                          | Total club    | 17            | 3   | 5  | 2  | 0 | 0 | 22 | 5   |    |
| C. Necaxa · México                  |               |               |     |    |    |   |   |    |     |    |
| 1ª                                  | 2018          | 1             | 0   | 5  | 0  | - | - | 6  | 0   |    |
| Total club                          | Total club    | 1             | 0   | 5  | 0  | 0 | 0 | 6  | 0   |    |
| C. A. Zacatepec · México            |               |               |     |    |    |   |   |    |     |    |
| 2ª                                  | 2019          | 15            | 7   | 3  | 0  | - | - | 18 | 7   |    |
| 2ª                                  | 2019-20       | 18            | 3   | 2  | 0  | - | - | 20 | 3   |    |
| Total club                          | Total club    | 33            | 10  | 5  | 0  | 0 | 0 | 38 | 10  |    |
| Antigua G. F. C. · Guatemala        |               |               |     |    |    |   |   |    |     |    |
| 1ª                                  | 2020-21       | 18            | 2   | -  | -  | 2 | 0 | 20 | 2   |    |
| Total club                          | Total club    | 18            | 2   | 0  | 0  | 2 | 0 | 20 | 2   |    |
| Tampico Madero F. C. · México       |               |               |     |    |    |   |   |    |     |    |
| 2ª                                  | 2021          | 14            | 2   | -  | -  | - | - | 14 | 2   |    |
| 2ª                                  | 2021-22       | 22            | 2   | -  | -  | - | - | 22 | 2   |    |
| Total club                          | Total club    | 36            | 4   | 0  | 0  | 0 | 0 | 36 | 4   |    |
| Tlaxcala F. C. · México             |               |               |     |    |    |   |   |    |     |    |
| 2ª                                  | C-2022        | 17            | 2   | -  | -  | - | - | 17 | 2   |    |
| 2ª                                  | A-2022        | 15            | 4   | -  | -  | - | - | 15 | 4   |    |
| Total club                          | Total club    | 32            | 6   | 0  | 0  | 0 | 0 | 32 | 6   |    |
| Correcaminos · México               |               |               |     |    |    |   |   |    |     |    |
| 2ª                                  | C-2023        | 18            | 6   | -  | -  | - | - | 18 | 6   |    |
| 2ª                                  | 2023-24       | 27            | 4   | -  | -  | - | - | 27 | 4   |    |
| 2ª                                  | 2024-25       | 7             | 2   | -  | -  | - | - | 7  | 2   |    |
| Total club                          | Total club    | 52            | 12  | 0  | 0  | 0 | 0 | 52 | 12  |    |
| Total carrera                       | Total carrera | Total carrera | 288 | 48 | 48 | 7 | 2 | 0  | 338 | 55 |
| (1)Incluye datos de la Copa México. |               |               |     |    |    |   |   |    |     |    |

### Campeonatos nacionales
| Título       | Club   | País           | Año  |
| ------------ | ------ | -------------- | ---- |
| Supercopa MX | Necaxa | Estados Unidos | 2018 |